# Atomaria nigripennis
Atomaria nigripennis é uma espécie de insetos coleópteros polífagos pertencente à família Cryptophagidae.
A autoridade científica da espécie é Kugelann, tendo sido descrita no ano de 1794.
Trata-se de uma espécie presente no território português.